# Ernst Rosenqvist
Ernst Edward Rosenqvist (Helsinki, 24 agosto 1869 – Kuopio, 27 maggio 1932) è stato un tiratore a segno finlandese.

## Palmarès

### Olimpiadi
- 1 medaglia:
  - 1 bronzo (Stoccolma 1912 nel bersaglio mobile a squadre)